# Rodolfo Montiel Flores
Rodolfo Montiel Flores é um camponês, agricultor de subsistência da aldeia El Mameyal, no estado de Guerrero, no México.
Ele foi agraciado com o Prémio Ambiental Goldman em 2000  por organizar camponeses para protestar contra a extração desenfreada de madeira no seu distrito.